# Râul Ghelința
Râul Ghelința este un curs de apă, afluent al Râului Negru. 